# Glass LPS
Гласс ЛПС (Glass LPS) — производитель хрустальных светильников и хрустальных подвесок, расположенный в городе Медзилаборце, является одним из основных предприятий по обработке хрусталя Восточной Словакии.
Как основное сырьё для дальнейшей обработки и производства хрустальных подвесок предприятие использует чешский хрусталь BOHEMIA CRYSTAL.
К эксклюзивным изделиям предприятия относятся хрустальные светильники с хрустальными элементами самого высокого качества от легендарной марки Swarovski.
Предприятие экспортирует 90 % своей продукции.

## История
Начало производства хрусталя началось в Медзилаборцах в 1970 году, когда известное чешское предприятие Яблонецкие скларны открыло свой филиал в Медзилаборцах, Словакия.
После разделения Чехословакии на два самостоятельных государства Чехию и Словакию, а также приватизации предприятие прекратило своё существование. Glass LPS продолжает в традиции обработки хрусталя в Медзилаборцах и до сих пор производит хрустальные светильники и хрустальные подвески.
Предприятие было основано в 1999 году.